# Eddington-luminositet

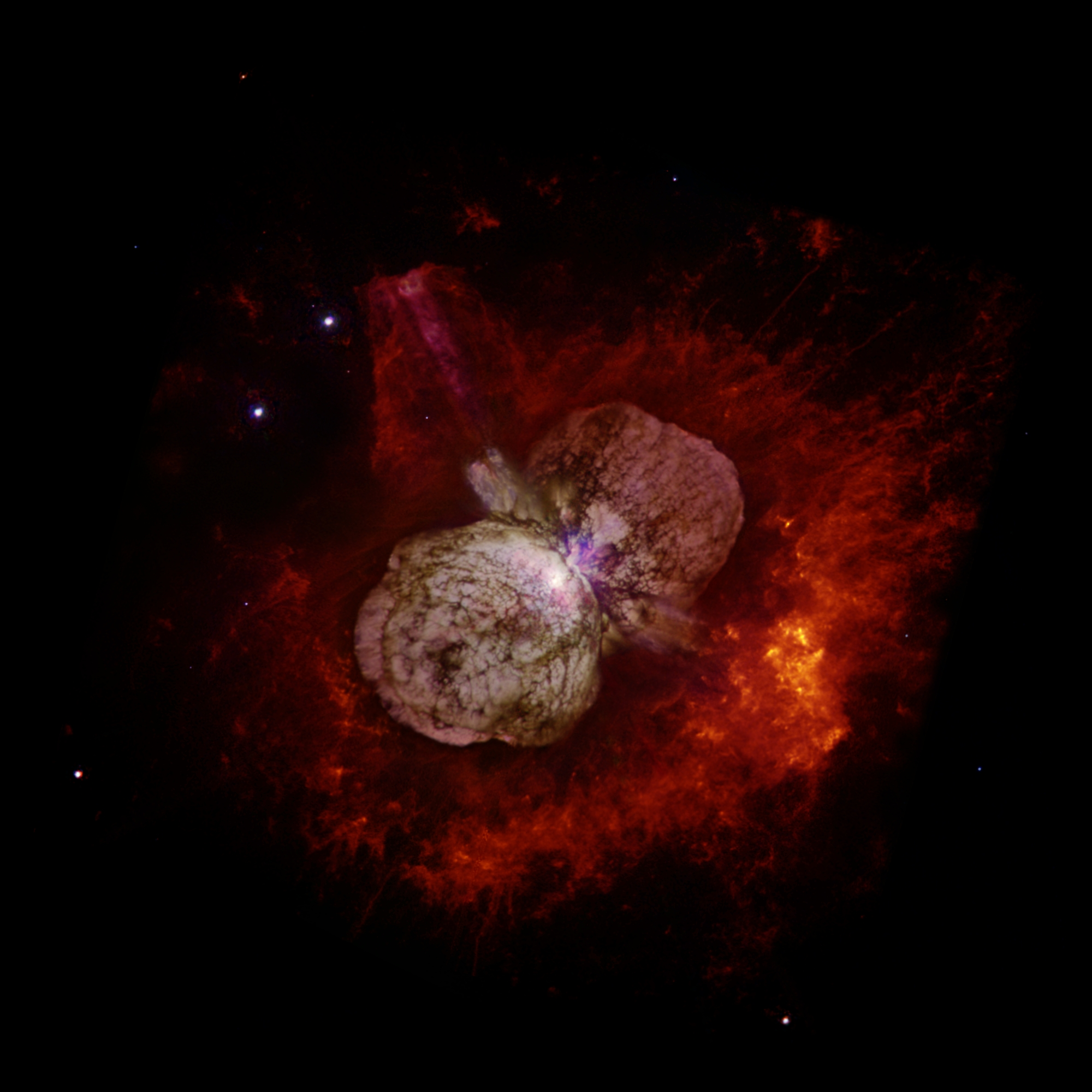
Explosionen av η Carinae orsakades möjligen av att Eddingtongränsen överskreds

Eddington-luminositet (ibland även Eddingtongränsen) är den högsta luminositet som kan passera genom ett skikt av gas i hydrostatisk jämvikt, vid sfärisk symmetri. Det utåtriktade strålningstrycket på en stjärnas yttersta gasskikt balanserar då gravitationens inåtriktade acceleration. 
Utifrån massa-luminositets-sambandet kan jämvikten användas för att sätta gräns för en stjärnas maximala massa. Om en stjärnas luminositet överskrider Eddingtongränsen för ett skikt på stjärnytan, så kastas gasskiktet ut från stjärnan. Fenomenet har uppkallats efter Arthur Eddingtons insats på 1920-talet.

## Exempel
Gammablixtar, novor och supernovor är exempel på system som överskrider sin Eddington-luminositet med en stor faktor under mycket korta tidrymder. Vid sådana tillfällen blir resultatet en radikal förändring i fysikalisk struktur, i form av att en del av stjärnans massa stöts ut.
Vissa röntgenbinärer och aktiva galaxkärnor har förmågan att upprätthålla luminositeter helt nära Eddingtongränsen under avsevärda tidsrymder.

### Super-Eddington-emission
Eddington-luminositet är ingen sann gräns, utan det hålls för troligt att photon-bubble-instabiliteter (som förstör den strikta sfäriska symmetrin) låter naturen ha mycket högre luminositeter. Super-Eddingtonsk ackretion på svarta hål, med massor som stjärnor, är en möjlig modell för ultraluminösa röntgenkällor (ULX).

## Matematisk härledning
Man antar att stjärnan är en symmetrisk sfärisk kropp, homogen och isotrop, i jämvikt. Tryckgradienten i stjärnans inre antas följa den hydrostatiska jämvikten. Då gäller:
{\displaystyle {\frac {\mathrm {d} P_{h}}{\mathrm {d} r}}=-\rho g=-G{\frac {M\rho }{r^{2}}}}
med Ph det hydrostatiska trycket, r avståndet till stjärnans centrum, ρ la tätheten för gasen som stjärnan består av, här förutsatt likformig, och G är gravitationskonstanten.
Strålningstrycket, som verkar i motsatt riktning, får uttrycket:
{\displaystyle {\frac {\mathrm {d} P_{r}}{\mathrm {d} r}}=-{\frac {\kappa \rho }{c}}F_{rad}=-{\frac {\sigma _{T}\rho }{m_{p}c}}{\frac {L}{4\pi r^{2}}}}
med Pr strålningstrycket, σT Comptonspridningens träffyta för elektronen, L stjärnans luminositet och mp protonens massa. Dessa två uttryck kompenserar varandra exakt, per definition, när luminositeten når Eddington-gränsen : 
{\displaystyle L_{\mathrm {Edd} }=4\pi GMm_{\mathrm {p} }{\frac {c}{\sigma _{T}}}}
Det exakta värdet på denna gräns beror på stjärnans kemiska sammansättning, på dess variationer och på materiens fördelning. Man kan alltid ställa upp en approximativ formel uttryckt i Solens mått, och beteckna den ifrågavarande stjärnans massa med M:
{\displaystyle L_{\mathrm {Edd} }=1,3\times 10^{31}\left({\frac {M}{M_{\bigodot }}}\right){W}=3,3\times 10^{4}\left({\frac {M}{M_{\odot }}}\right)L_{\odot }}
med gängse beteckningar för solens kända massa och luminositet.